# Mednarodna hidrografska organizacija
Mednarodna hidrografska organizacija (francosko Organisation hydrographique internationale, angleško International Hydrographic Organization, kratica IHO) je medvladna organizacija s sedežem v Monaku, ki predpisuje poimenovanje in razmejitev vodnih teles v svetovnem merilu ter hidrografske standarde, spodbuja pa tudi razvoj tehnik kartiranja in deluje kot posvetovalno telo za koordinacijo pristojnih uradov v državah članicah.
Ustanovljena je bila leta 1921 kot Mednarodni hidrografski urad, medvladno strokovno združenje, leta 1970 pa je po določilih konvencije, ki jo je podpisalo 39 držav, prevzela tudi vlogo koordinacije. Nima avtoritete nad nacionalnimi uradi, ima pa posvetovalni status pri različnih drugih mednarodnih organizacijah, vključno z Organizacijo združenih narodov.

## Članice
IHO ima 98 držav članic, ki so podpisale konvencijo, od tega Sirija, Srbija in Vanuatu s suspendiranim članstvom zaradi neplačevanja letnega prispevka dve leti ali več (stanje 2023). Monako je oproščen plačevanja članarine, ker prispeva prostore za delovanje organizacije.
Slovenija je polnopravna članica od leta 2002, članica, deluje v Sredozemsko-črnomorski hidrografski komisiji (MBSHC).